# Survivor Series (2021)
Survivor Series (2021) est une manifestation de catch (lutte professionnelle) produite par la World Wrestling Entertainment (WWE), une fédération de catch américaine, qui est télédiffusée, visible en paiement à la séance, sur Peacock. L'évènement s'est déroulé le 21 novembre 2021. Il s'agit de la trente-cinquième édition des Survivor Series qui fait partie avec le Royal Rumble, WrestleMania et SummerSlam du « Big Four » à savoir « les Quatre Grands », les quatre plus grands événements que produit la compagnie chaque année.

## Contexte
Survivor Series est un gimmick pay-per-view annuel, produit chaque année en novembre par la WWE depuis 1987. Le deuxième pay-per-view le plus ancien de l'histoire (derrière WrestleMania), il est l'un des quatre programmes originaux de la promotion. Le PPV, ainsi que WrestleMania, Royal Rumble et SummerSlam, fait partie du "Big Four". L'événement est traditionnellement caractérisé par des matchs de type Survivor, qui sont des matchs d'élimination par équipe qui opposent généralement des équipes de quatre ou cinq lutteurs les uns contre les autres. Depuis que la WWE a réintroduit la division de la marque en 2016, Survivor Series s'est concentré sur la concurrence entre Raw et SmackDown pour la suprématie de la marque. En septembre 2019, NXT, auparavant un territoire de développement exclusif au WWE Network, a fait ses débuts sur USA Network, renforçant son statut de troisième grande marque de la WWE, et a ensuite été ajouté au thème de la compétition. L'événement 2021 sera le 35e événement sous la chronologie des Survivor Series.

## Tableaux des matchs
| Ordre par numéros | Résultat | Stipulation(s)                                                 | Temps |
| --- | --- | -------------------------------------------------------------- | ----- |
| 1P | Shinsuke Nakamura (SmackDown's Intercontinental Champion) (avec Rick Boogs) bat Damian Priest (Raw's United States Champion) par disqualification                                                  | Champion vs. Champion match                                    | 9:25  |
| 2 | Becky Lynch (Raw Women's Champion) bat Charlotte Flair (SmackDown Women's Champion) | Champion vs. Champion match                                    | 18:15 |
| 3 | Team Raw (Seth Rollins, Finn Bálor, Kevin Owens, Austin Theory et Bobby Lashley (avec MVP)) bat Team SmackDown (Drew McIntyre, Jeff Hardy, King Woods, Sheamus et Happy Corbin (avec Madcap Moss)) | Traditional Survivor Series Men's Elimination Tag Team match   | 30:00 |
| 4 | Omos gagne en éliminant en dernier Ricochet | The Rock's 25th Anniversary 25-man dual branded battle royal   | 10:45 |
| 5 | RK-Bro (Randy Orton et Riddle) (Raw Tag Team Champion) battent The Usos (Jimmy et Jey Uso) (SmackDown Tag Team Champion)                                                                           | Champions vs. Champions Tag Team match                         | 14:50 |
| 6 | Team Raw (Bianca Belair, Rhea Ripley, Liv Morgan, Carmella et Queen Zelina) bat Team SmackDown (Sasha Banks, Shayna Baszler, Shotzi, Natalya et Toni Storm)                                        | Traditional Survivor Series Women's Elimination Tag Team match | 23:45 |
| 7 | Roman Reigns (SmackDown's Universal Champion) (avec Paul Heyman) bat Big E (Raw's WWE Champion) | Champion vs. Champion match                                    | 21:55 |
| La lettre C placée entre parenthèses désigne la personne ou l’équipe championne en titre. P – indique que le match a eu lieu lors du pré-show | |                                                                |       |

## Détails des éliminations

### 5 on 5 Match Masculin
| Élimination # | Catcheur                | Équipe                  | Éliminée par            | Manière                 | Temps                   |
| ------------- | ----------------------- | ----------------------- | ----------------------- | ----------------------- | ----------------------- |
| 1             | Kevin Owens             | Team Raw                | N/A                     | Décompte à l'extérieur  | 0:55                    |
| 2             | Happy Corbin            | Team SmackDown          | Finn Bálor              | Pin                     | 7:50                    |
| 3             | King Woods              | Team SmackDown          | Bobby Lashley           | Soumission              | 13:25                   |
| 4             | Bobby Lashley           | Team Raw                | N/A                     | Décompte à l'extérieur  | 16:35                   |
| 5             | Drew McIntyre           | Team SmackDown          | N/A                     | Décompte à l'extérieur  | 16:35                   |
| 6             | Finn Bálor              | Team Raw                | Sheamus                 | Pin                     | 19:30                   |
| 7             | Sheamus                 | Team SmackDown          | Austin Theory           | Pin                     | 24:35                   |
| 8             | Austin Theory           | Team Raw                | Jeff Hardy              | Pin                     | 27:00                   |
| 9             | Jeff Hardy              | Team SmackDown          | Seth Rollins            | Pin                     | 29:55                   |
| Survivant :   | Seth Rollins (Team Raw) | Seth Rollins (Team Raw) | Seth Rollins (Team Raw) | Seth Rollins (Team Raw) | Seth Rollins (Team Raw) |

### 5 on 5 Match Féminin
| Élimination # | Catcheuse                | Équipe                   | Éliminée par             | Manière                  | Temps                    |
| ------------- | ------------------------ | ------------------------ | ------------------------ | ------------------------ | ------------------------ |
| 1             | Carmella                 | Team Raw                 | Toni Storm               | Pin                      | 1:00                     |
| 2             | Queen Zelina             | Team Raw                 | Toni Storm               | Pin                      | 13:55                    |
| 3             | Toni Storm               | Team SmackDown           | Liv Morgan               | Pin                      | 15:00                    |
| 4             | Liv Morgan               | Team Raw                 | Sasha Banks              | Pin                      | 16:10                    |
| 5             | Rhea Ripley              | Team Raw                 | Shayna Baszler           | Pin                      | 17:40                    |
| 6             | Sasha Banks              | Team SmackDown           | N/A                      | Décompte à l'extérieur   | 20:05                    |
| 7             | Natalya                  | Team SmackDown           | Bianca Belair            | Pin                      | 21:15                    |
| 8             | Shayna Baszler           | Team SmackDown           | Bianca Belair            | Pin                      | 21:45                    |
| 9             | Shotzi                   | Team SmackDown           | Bianca Belair            | Pin                      | 23:45                    |
| Survivante :  | Bianca Belair (Team Raw) | Bianca Belair (Team Raw) | Bianca Belair (Team Raw) | Bianca Belair (Team Raw) | Bianca Belair (Team Raw) |